# Consistórios de Nicolau IV
O Papa Nicolau IV (1288-1292) criou seis cardeais em um consistório celebrado em 16 de maio de 1288:

## 16 de maio de 1288
1. Bernardo de Berardi (Berardus Calliensis) † 5 de agosto de 1291
2. Hugues Aycelin de Billom, OP  † 28 de dezembro de 1297
3. Matteo d'Acquasparta, OFM † 28 de outubro de 1302
4. Pietro Peregrosso † 1 de agosto de 1295
5. Napoleone Orsini † 23 de março de 1342
6. Pietro Colonna † 7 de janeiro de 1326